# Кабуа, Дэвид
Дэвид Кабуа (англ. David Kabua; род. 26 мая 1951, Маршалловы Острова) — маршаллийский политик и правительственный министр, девятый президент Маршалловых Островов с 13 января 2020 по 3 января 2024 года. Он сын первого президента Маршалловых Островов Аматы Кабуа и его жены Эмлен Кабуа. В 2012 и 2013 годах был министром здравоохранения, в 2014 году назначен министром внутренних дел.
6 января 2020 года Кабуа был избран президентом Маршалловых Островов Законодательным Собранием 20 голосами за при одном воздержавшемся. Он сменил Хильду Хейне, выдвигавшуюся на второй срок, но проигравшую выборы. Кабуа сказал, что обеспокоен изменением климата, ведёт переговоры с США о расширении соглашения о финансировании, срок действия которого истекает в 2023 году, а также занимается вопросами вокруг острова Рунит.